# شاه‌محمود نیشابوری

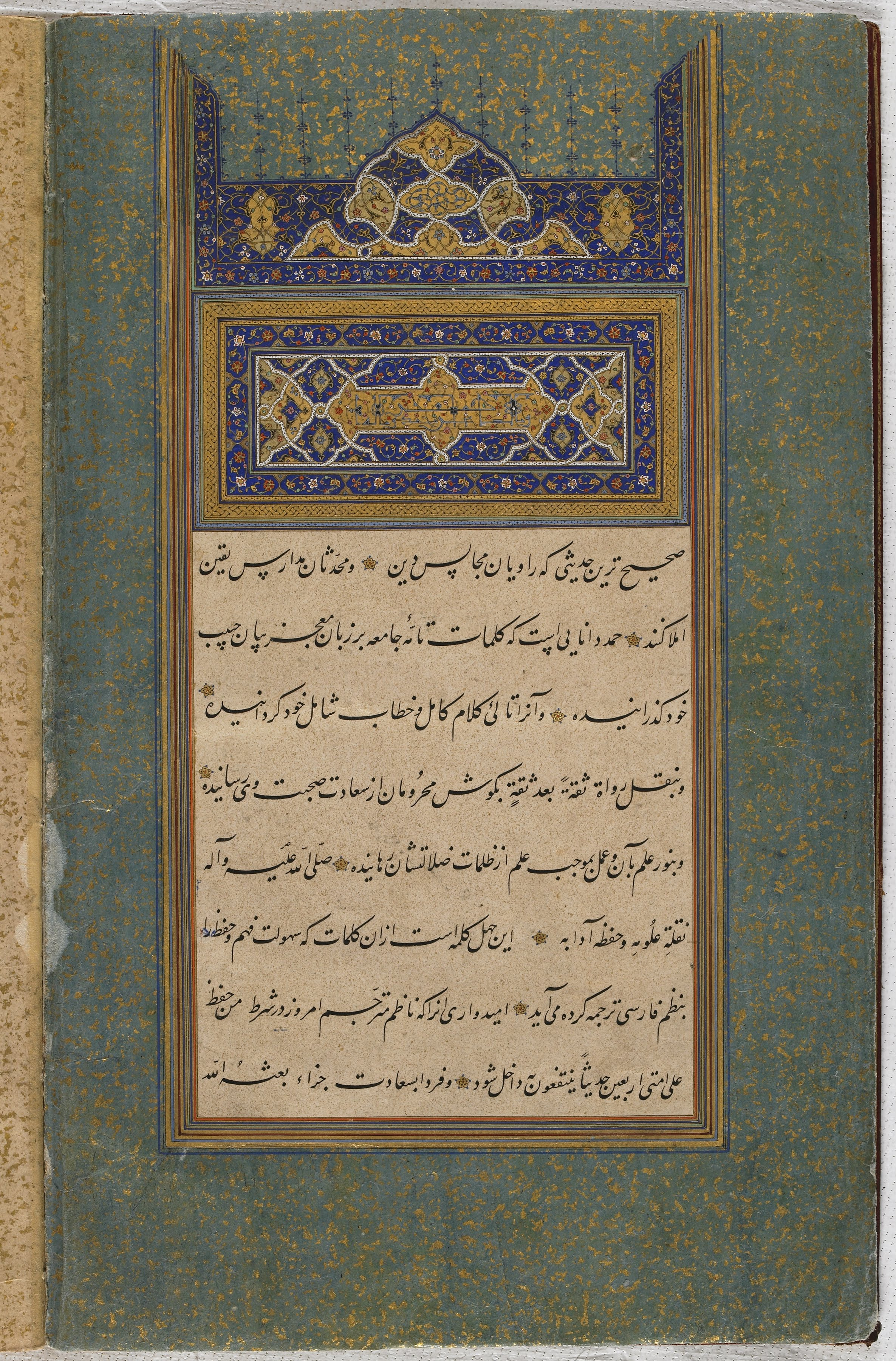
نمونه‌ای از خط شاه محمود نیشابوری

شاه‌محمود نیشابوری ملقب به زرین قلم از خوشنویسان سده دهم است. او در خط نستعلیق استادی بی‌همتا بوده و از این نظر مولانا عبدی عمو و استاد خود را که در درآغاز سلطنت شاه تهماسب بهترین خطاط سلطنتی محسوب می‌شده تحت‌الشعاع قرار داد و از او لقب زرین قلم را گرفت.
شاه اسماعیل برای او احترام خاصی دارا بود. به طوری که در جنگ چالدران با عثمانی (۹۲۰ه‍. ق/۸۹۳ه‍. ش) چنان نگران سلامتی او بود که دستور داد این خوشنویس بزرگ و نیز نقاش معروف، کمال‌الدین بهزاد را همچون گنجی گران‌بها در غاری امن پنهان کردند. گفته می‌شود پس از جنگ، شاه پیش از هر چیز سلامتی این دو استاد را جویا شد.
شاه محمود نیشابوری از جمله خوشنویسانی بود که همراه با خوشنویسان صاحب نامی چون مولانا مالک دیلمی و تنی چند از نستعلیق‌نویسان دیگر مانند محب‌علی (سرپرست کتابخانه)، ملا عیشی هروی و مولانا رستم علی که در ابتدا برای بهرام میرزا صفوی کار می‌کرد، مشغول نوشتن نسخه خطی هفت اورنگ جامی شد. این کتاب از مشهورترین نسخه‌های خطی است و اکنون در نگارخانه فری‌یر در واشینگتن است. اتمام این کتاب با بیست و هشت مینیاتوری که دارد نه سال طول کشید.
در جوانی از ملازمان شاه تهماسب صفوی شد و همراه خوشنویسان و نقاشان دیگر در کتابخانه سلطنتی در تبریز مشغول کتابت بود. سپس به مشهد رفت و بیست سال در آنجا زیست. شاه محمود تمام عمر مجرد زیست و ازدواج نکرد. گفته می‌شود در سال ۹۷۲ در مشهد درگذشته و در جوار مزار سلطان‌علی مشهدی به خاک سپرده شده، اما آثار تاریخ دار وی پس از این تاریخ هم موجود است.